# Ente gut, alles gut
Ente gut, alles gut (Originaltitel chinesisch 雞同鴨講 / 鸡同鸭讲, Pinyin Jī tóng Yā jiǎngg, Jyutping Gai1 tung4 Ngap3 gong2, englischer Titel Chicken and Duck Talk) ist eine chinesische Filmkomödie aus dem Jahre 1988 vom Regisseur Clifton Ko. Der Film war der erfolgreichste im Jahre 1988 in Hong Kong. Die Performance des Hauptdarstellers Michael Hui heimste einige Preise ein, insbesondere einen Sonderpreis vom American Film Institute im Jahr 1989.
Der Film handelt von den Sorgen eines Betreibers eines altmodischen und heruntergekommenen Grillenten-Restaurants, der durch die Neueröffnung eines Brathähnchen-Restaurants auf der gegenüberliegenden Straßenseite um die Existenz seiner Gastronomie bangen muss.

## Handlung
Der alte Xü betreibt ein Restaurant in Hongkong, das gegrillte Enten nach kantonesischer Art feilbietet. Ansprechender Service und Sauberkeit sind in seiner Speisestätte jedoch fremd. Dies wird deutlich als ein Mitarbeiter der Gesundheitsbehörde eine Küchenschabe in seiner Suppe findet und er droht, das Grillenten-Lokal zu verklagen. Die Angestellten von Xü, bestehend aus dem tölpelhaften Tintenfisch, dem am Geheimrezept der Grillenten interessierten Pavian, dem an der Suppentheke Zigaretten rauchenden Ah-Peng, dem „mit dem Hintern Kaugummi kauenden“ Alan, sowie der Putzfrau Maria, können dies jedoch erfolgreich sabotieren.
Kurz darauf wird auf der gegenüberliegenden Straßenseite „Dannys Brathähnchen“ eröffnet, das zu einer Fast-Food-Kette des profitorientierten Geschäftsmanns Danny gehört. Durch geschickte Werbemaßnahmen erlangt die Hähnchenbraterei größere Aufmerksamkeit und luchst Xü zunehmend die Kundschaft ab. Weil Dannys Mitarbeitern zudem guter Lohn und Sonderausflüge zustehen, sorgt dies zusammen mit den schlechten Arbeitsbedingungen und geringer Wertschätzung im Restaurant Xü zunehmend für Unmut. Dies veranlasst Tintenfisch folglich zur Kündigung, um sogleich beim gegnerischen Restaurant anzuheuern.
Xü, der mit seiner Frau und seinem Sohn in ärmlichen Verhältnissen im Obergeschoss des Restaurantgebäudes wohnt, bekommt Besuch von seiner reichen Schwiegermutter. Als Reaktion auf Xüs schwindendes Geschäft bietet seine nörgelnde Schwiegermutter an, das Grillenten-Lokal zu renovieren und darin zu investieren. Xü ist jedoch viel zu stolz und lehnt diese Hilfe ab.
Während der Einarbeitung bei Danny erfährt Tintenfisch am eigenen Leib wie streng und demütigend der Umgang mit der Belegschaft ist. Des Weiteren muss er als Huhn verkleidet Flugzettel austeilen.
Da Xüs Sohn mit seiner Freundin lieber bei Danny essen geht, weil es dort Klimaanlage und Fernseher gibt und die Bedienung freundlicher ist, sieht sich Xü genötigt, verkleidet als Inderin die Hähnchenbraterei auszuspionieren.
Auch versucht Xü die Marketingideen des Gegners zu kopieren, durch selbstgestaltete Werbetafeln, die er mit Alan im Hintergrund einer Unfall-Fernsehreportage hin- und herschwenkt als billige Fernsehwerbung, durch Gratisaktionen für aufzusagende Werbetexte, inklusive eines katastrophal verlaufenden Karaokeabends. Ein Höhepunkt ist der Kampf zwischen Tintenfisch als Dannys Werbe-Hahn und Xü in einem provisorischen Kostüm als Ente, wo sich beide auf offener Straße beharken und fast von der Polizei verhaftet werden.
Alle Maßnahmen Xüs sind vergebens und sogar die treueste Kundin, eine buddhistische Nonne, die stets das vegetarische Stammgericht bestellte, wandert ab. Dennoch geht er auf ein Kaufgebot von Danny nicht ein. Als schlussendlich der Handlanger von Danny auch noch massenhaft Ratten in das Restaurant von Xü verfrachtet, obwohl Tintenfisch, mittlerweile beim Hähnchenbrater gekündigt, dazwischengeht, ist die Existenz des Grillenten-Lokals scheinbar am Ende. Die Gesundheitsbehörde verfügt ob dieser Rattenplage, dass das Restaurant schließen soll.
Derart am Ende überwindet Xü endlich seinen Stolz und gewährt seiner Schwiegermutter die großzügig angebotene Hilfe. Mit einer Wiedereröffnung des renovierten Restaurants gelingt die Wende und Xüs Restaurant zieht die Kundschaft magisch an. Ein sich einstellender Niedergang von Dannys Hähnchenbraterei führt dazu, dass diese nun ebenfalls Enten grillen und verkaufen wollen. Dies gelingt jedoch nicht, so dass ein letztes Mittel der Brandstiftung den Gegner eliminieren soll. Dies geht jedoch durch einen Zwist zwischen Danny und seinem Handlanger derart schief, dass das eigene Restaurant in Brand gesetzt wird. Die beiden werden jedoch durch den beherzten, selbstlosen Einsatz von Xü und seiner Truppe aus dem Feuer gerettet.
Letzten Endes ist Ente gut, alles gut.

## Kritiken
„Handfeste Komödie, die ihren komischen Konflikt aus dem Zusammenprall von Tradition und Moderne im heutigen Hongkong bezieht.“

„Prima Satire, hier bekommen alle eins übergebraten.“